# 比奇伍德 (印地安納州)
比奇伍德（英語：Beechwood）是位於美國印地安納州克勞福德縣的一個非建制地區。該地的面積和人口皆未知。

## 地理
比奇伍德的座標為38°12′24″N 86°25′28″W / 38.20667°N 86.42444°W，而該地的平均海拔高度為197米（即646英尺）。